# Teruo Higa
Teruo Higa (jap. 比嘉照夫 Higa Teruo; * 28. Dezember 1941 in der Präfektur Okinawa) ist ein japanischer Professor für Gartenbau.
Higa wurde auf den Ryūkyū-Inseln geboren und wuchs dort auf. Er graduierte an der agrarwissenschaftlichen Fakultät der staatlichen University of the Ryukyus (Präfektur Okinawa)  und promovierte an der landwirtschaftlichen Forschungsabteilung der staatlichen Kyūshū-Universität.  1970 wurde er Dozent und 1972 außerordentlicher Professor an der Universität Ryūkyū. 1982 übernahm er seine derzeitige Professur für Gartenbau an der agrarwissenschaftlichen Fakultät der Universität Ryūkyū.
Er ist der Erfinder der sog. Effektiven Mikroorganismen (EM) und verbringt fast die Hälfte des Jahres im Ausland, um in anderen Ländern die EM-Technologie in der Landwirtschaft und auf anderen Gebieten zu verbreiten.
Higa bekleidet u. a. folgende Positionen:
- Vorsitzender des Exekutivkomitees für die Internationale Verbreitung des natürlichen Landbaus
- Präsident des Asia-Pacific Natural Agriculture Netzwerks (APNAN)
- Leitender Direktor der Stiftung für Earth Environment
- Technischer Berater der Blumenvereinigung in Japan
- Direktor des internationalen Forschungszentrums für natürlichen Landbau

## Veröffentlichungen (Auswahl)
- Die Anwendung von Mikroorganismen in der Landwirtschaft und ihre positiven Wirkungen für eine sichere Umwelt, Nobunkyo 1990
- Eine Revolution zur Rettung der Erde, Sunmark 1993
- Eine Revolution zur Rettung der Erde, OLV 2003, ISBN 3-922201-35-0
- Eine Revolution zur Rettung der Erde II, Sunmark 1994
- EM: Neues Leben aus Küchenabfällen, Sunmark 1995
- Die wiedergewonnene Zukunft, OLV Xanten 2002, ISBN 3-922201-42-3
- EM-Salz, Goldmann 2004, ISBN 3-442-21696-6
- Effektive Mikroorganismen (EM), OLV 2005, ISBN 3-922201-49-0

Mitautor
- 2000: das wahre Jahrhundert, PHP Institut 1994
- Mikroorganismen retten unsere Zivilisationen, Crest Co., Ltd. 1995
- Comic-Version von Eine Revolution auf der Erde, Sunmark 1995